# カステル・カスターニャ
カステル・カスターニャ（イタリア語: Castel Castagna）は、イタリア共和国アブルッツォ州テーラモ県にある、人口約500人の基礎自治体（コムーネ）。

## 地理

### 位置・広がり

#### 隣接コムーネ
隣接するコムーネは以下の通り。
- バシャーノ
- ビゼンティ
- カステッリ
- チェルミニャーノ
- コッレダーラ
- イーゾラ・デル・グラン・サッソ・ディターリア
- ペンナ・サンタンドレーア

## 行政

### 分離集落
カステル・カスターニャには、以下の分離集落（フラツィオーネ）がある。
- Bivio Castel Castagna, Castagna Vecchia, Chiavoni, Ronzano, Scaricasale, Vasto, Villa Ruzzi